# Komlefjorden
Komlefjorden eller Kumlefjorden er en fjord i Søgne kommune i Agder fylke i Norge. Den har indløb ved vestenden af Songvårfjorden og går 2,5 kilometer mod nordvest. Åløya ligger lige øst for indløbet, og lidt længere mod nord ligger bygden Tånevik, hvor fjorden udvider sig til  Tånevikkilen. Indløbet til denne kile er kun omkring  50 meter bredt.